# Marquartstein
Marquartstein è un comune tedesco di 3 074 abitanti, situato nel land della Baviera.